# ستيفن كرون
أو ستيفن كراون

كان ستيفن كرون (Stephen Crohn) المعروف أيضا باسم «الرجل الذي لا يمكن التقاط الإيدز» ، وهو رجل مشهور لطفرة جينية، تسببت له أن يكون في مأمن من الإيدز - ستيفن كرون (23 أغسطس 2013 - 5 سبتمبر 1946). وكان العالم د.لبوريل برنارد كرون، الذين سُمِّي داء كرون باسمه هو جده (عم والده).
كان كرون يملك طفرة «دلتا 32» على مستقبلات CCR5, وهو بروتين على سطح خلايا الدم البيضاء التي تشارك في جهاز المناعة، وبمثابة طريق وصول لأشكال عديدة من فيروس نقص المناعة البشرية للدخول وإصابة الخلايا المضيفة. هذه الطفرة جعلت اصحابها متمتعين بالحصانة لأشكال عديدة من فيروس نقص المناعة.
الموت
انتحر كرون بواسطة جرعة زائدة من المخدرات من أوكسيكودون والبنزوديازيبينات في سن 66.